# BBC Music Awards
 (janvier 2025).
Les BBC Music Awards sont une récompense musicale de la musique pop britannique créée en 2014 et délivrée annuellement par la British Broadcasting Corporation afin de célébrer les meilleures réalisations musicales des douze derniers mois. L'événement est organisé par la division musicale de la BBC, BBC Music (en). 
Une cérémonie de remise des prix a eu lieu pendant les trois premières années (2014, 2015 et 2016) qui a été diffusée en direct sur la chaîne de télévision BBC One.

## Histoire

### BBC Music Awards 2014
Les BBC Music Awards inauguraux ont lieu le 11 décembre 2014, diffusés simultanément en direct sur BBC One, BBC Radio 1 et BBC Radio 2. L'évènement a eu lieu au Centre des expositions d'Earls Court et présenté par les animateurs de la BBC Radio, Chris Evans et Fearne Cotton.
Les artistes qui se sont produits lors de la première cérémonie de remise des prix comprenaient One Direction, will.i.am des Black Eyed Peas, George Ezra, Take That, Labrinth, Ella Henderson et Catfish and the Bottlemen,,.
Une audience moyenne de 3,9 millions a visionné la cérémonie en direct sur la chaîne BBC One, avec une audience maximale de 4,7 millions à 21 h GMT.

### BBC Music Awards 2015
Les deuxièmes BBC Music Awards ont eu lieu le 10 décembre 2015. En 2015, le « BBC Music Award de la meilleure performance en direct » a été introduit, décerné à un artiste qui a livré un « moment remarquable en direct » sur la BBC. L'évènement a eu lieu à Birmingham au Genting Arena.

### BBC Music Awards 2016
Le 28 octobre 2016, il est annoncé que les troisièmes BBC Music Awards auront lieu le 12 décembre. Les BBC Music Awards 2016 ont eu lieu à Londres à ExCeL London. Deux nouveaux prix ont été introduits, le prix « BBC Radio 1 de la meilleure performance Live Lounge (en) de l'année » et le prix « BBC Radio 2 du meilleur album de l'année ».

### BBC Music Awards 2017
Le 21 novembre 2017, la BBC annonce que les quatrièmes BBC Music Awards seraient revus à la baisse sans cérémonie de remise de prix. Les prix ont été inclus dans le cadre de The Year in Music 2017, un nouveau programme diffusé par BBC Two et animé par Claudia Winkleman et Clara Amfo le 8 décembre.

## Liste des cérémonies
| Année | Date                    | Lieu                          | Diffusion                       | BBC Music Introducing Artist of the Year (en) | Présentateurs           | Présentateurs           |
| ----- | ----------------------- | ----------------------------- | ------------------------------- | --------------------------------------------- | ----------------------- | ----------------------- |
| 2014  | 11 décembre             | Earls Court Exhibition Centre | BBC One BBC Radio 1 BBC Radio 2 | Catfish and the Bottlemen                     | Fearne Cotton           | Chris Evans             |
| 2015  | 10 décembre             | Genting Arena                 | BBC One BBC Radio 1 BBC Radio 2 | Jack Garratt                                  | Fearne Cotton           | Chris Evans             |
| 2016  | 12 décembre             | ExCeL London                  | BBC One BBC Radio 1 BBC Radio 2 | Izzy Bizu                                     | Fearne Cotton           | Claudia Winkleman       |
| 2017  | 8 décembre              | Pas de cérémonie de prix      | BBC Two                         | Declan McKenna                                | Clara Amfo              | Claudia Winkleman       |
| 2018  | Pas de BBC Music Awards | Pas de BBC Music Awards       | Pas de BBC Music Awards         | Tom Grennan                                   | Pas de BBC Music Awards | Pas de BBC Music Awards |
| 2019  | Pas de BBC Music Awards | Pas de BBC Music Awards       | Pas de BBC Music Awards         | Celeste                                       | Pas de BBC Music Awards | Pas de BBC Music Awards |

## Performances
| Année | Artistes (par ordre chronologique) |
| ----- | --- |
| 2014  | Coldplay, Labrinth, Ella Henderson, Clean Bandit, Love Ssega, Jess Glynne, George Ezra, Gregory Porter, One Direction, Ed Sheeran, Calvin Harris, John Newman, Ellie Goulding, Catfish and the Bottlemen, Paloma Faith, Sigma, Take That, will.i.am, Cody Wise (en), Tom Jones et l'Orchestre de concert de la BBC (en) |
| 2015  | One Direction, Ellie Goulding, Stereophonics, Hozier, Little Mix, Omi, Jess Glynne, James Bay, Jack Garratt, The Shires (en), Paul Heaton, Jacqui Abbott (en), Years and Years, Faithless et Rod Stewart |
| 2016  | The 1975, Lukas Graham, Emeli Sandé, Coldplay, John Legend, Izzy Bizu, Kaiser Chiefs, Craig David, Zara Larsson et Robbie Williams |